# Crocidura zimmeri
Crocidura zimmeri är en däggdjursart som beskrevs av Wilfred Hudson Osgood 1936. Crocidura zimmeri ingår i släktet Crocidura och familjen näbbmöss. Inga underarter finns listade i Catalogue of Life.
Artepitet i det vetenskapliga namnet hedrar den amerikanska ornitologen John Todd Zimmer.

## Utseende
För två exemplar registrerades en kroppslängd (huvud och bål) av 112 respektive 123 mm, en svanslängd av 48 respektive 56 mm och cirka 18 mm långa bakfötter. Viktuppgifter saknas. Det finns entydig gräns mellan den svartbruna pälsen på ovansidan och den silvergråa pälsen på undersidan. Arten har bruna bakfötter och svansen är nära bålen tjockare. Den har en svart färg och är täckt av några borstar. Typisk är en robust tanduppsättning.

## Utbredning och ekologi
Arten förekommer endemisk i en mindre region i södra Kongo-Kinshasa. Den lever i kulliga områden mellan 600 och 700 meter över havet. Landskapet i utbredningsområdet bildas främst av träskmarker. Dessutom finns galleriskogar. I samma revir lever andra näbbmöss av släktet Crocidura.

## Hot och skyddsåtgärder
Vid utbredningsområdet finns en gruva och Upemba nationalparken. Populationens storlek är okänd. IUCN kategoriserar arten globalt som otillräckligt studerad.